# Districtul Darmstadt-Dieburg
Darmstadt-Dieburg este un district rural (germană: Landkreis) din landul Hessa, Germania. Numele lui provine de la orașele Darmstadt și Dieburg.
Face parte din regiunea administrativă Regierungsbezirk Darmstadt.

## Orașe și comune
| Orașe 1. Babenhausen (15.669 loc.) 2. Dieburg (14.921 loc.) 3. Griesheim (26.198 loc.) 4. Groß-Bieberau (4.613 loc.) 5. Groß-Umstadt (20.754 loc.) 6. Ober-Ramstadt (14.697 loc.) 7. Pfungstadt (24.002 loc.) 8. Reinheim (16.180 loc.) 9. Weiterstadt (24.274 loc.) | Comune 1. Alsbach-Hähnlein (9.170 loc.) 2. Bickenbach (5.577 loc.) 3. Eppertshausen (6.069 loc.) 4. Erzhausen (7.699 loc.) 5. Fischbachtal (2.593 loc.) 6. Groß-Zimmern (13.780 loc.) 7. Messel (3.815 loc.) 8. Modautal (4.967 loc.) 9. Mühltal (13.254 loc.) 10. Münster (14.068 loc.) 11. Otzberg (6.288 loc.) 12. Roßdorf (11.982 loc.) 13. Schaafheim (9.076 loc.) 14. Seeheim-Jugenheim (15.761 loc.) |

1. 1 2 3  GeoNames